# Ranitomeya ventrimaculata
Ranitomeya ventrimaculata é uma espécie de anfíbio da família Dendrobatidae.
Pode ser encontrada nos seguintes países: Colômbia, Equador e Peru.
Os seus habitats naturais são: florestas subtropicais ou tropicais húmidas de baixa altitude.
Está ameaçada por perda de habitat.